# Crkva sv. Frane u Tugarama
Crkva sv. Frane u Tugarama, Grad Omiš, zaštićeno kulturno dobro

## Opis dobra
Crkvica sv. Frane smještena je u tugarskom zaseoku Čažin Dolac. Jednobrodna građevina s pravokutnom apsidom presvedena je prelomljenim svodom. Građena je masivnim četvrtastim kamenom u pravilnim redovima i pokrivena dvostrešnim krovom s pokrovom od ravnog crijepa. Jednostavno komponirano pročelje s kamenom preslicom za zvona ima natpis o gradnji crkve 1862. g. Na začelju apside je reljef s golgotskim križem i godina 1757. kada je sagrađena ranija crkva.

## Zaštita
Pod oznakom Z-6282 zavedena je kao nepokretno kulturno dobro - pojedinačno, pravna statusa zaštićena kulturnog dobra, klasificirano kao "sakralna graditeljska baština".